# 행복론
행복론 또는 행복한 삶에 관하여(De Vita Beata)는 세네카가 쓴 수필이다.  세네카 자신이 대화라고 부른 12권의 저작 중 하나이며, 그의 형에 대해 씌어진 것으로 스토아의 관점에서 행복을 논한다. 재산·명예·쾌락이라고 하는 것은 진정한 행복의 제1 조건이 아니고 정신(靈魂)의 건전성이야말로 필요한 것임을 많은 실례를 들어가면서 주장하고 있다. 그러나 그 경우 재산·명예 등을 전적으로 부정해 버리는 것이 아니라, 도리어 그런 것을 이용하고 지배하라고 주장한다.

## 참고 문헌
- 이 문서에는 다음커뮤니케이션(현 카카오)에서 GFDL 또는 CC-SA 라이선스로 배포한 글로벌 세계대백과사전의 내용을 기초로 작성된 글이 포함되어 있습니다.